# Кривощёковская улица (Новосибирск)
Кривощёковская улица — улица в Центральном районе Новосибирска. Состоит из двух частей: первая часть начинается в административном квартале между Красным проспектом и Серебренниковской улицей, к которой она примыкает; вторая часть улицы находится северо-восточнее по отношению к первой (около 40 м), начинается от улицы Серебренниковской и заканчивается, сообщаясь с Ипподромской магистралью.

## История
Кривощёковская улица (вместе с улицей Мостовой) образована в 1893—1894 годах жителями Кривощёковского выселка, попавшего в зону отчуждения в связи с постройкой железнодорожной линии, связывающей мост через Обь с современным вокзалом Новосибирск-Главный. Жители перенесли своё жильё из выселка на новую территорию.
Алтайский округ был против образования нового поселения, который не имел сельского статуса. К тому же на этом месте по плану должна была появиться базарная площадь. Чиновники отправляли поселенцам письма с требованием покинуть территорию, но обосновавшиеся на новом месте крестьяне отвечали, что у них нет средств к переезду, кроме того, добивались защиты у томского губернатора и одновременно с этим сдавали часть своей недвижимости купцам. В мае 1894 года здесь появились торговые точки таких известных новониколаевских купцов как Суриков, Маштаков, братья Жернаковы, открылся торговый дом «Толоконский и Рубанович». Всего насчитывалось полтора десятка торговых точек.
В итоге чиновникам не удалось ликвидировать незаконное поселение, и план базарной площади остался нереализованным. На карте центральной части Новосибирска заметно, что обе улицы — Кривощёковская и Мостовая — отличаются планировкой от остальных улиц.

## Транспорт
Рядом с Кривощёковской улицей находится трамвайная остановка «ул. Мостовая», обслуживаемая маршрутом № 13 (Писарева—Гусинобродское шоссе).

## Галерея

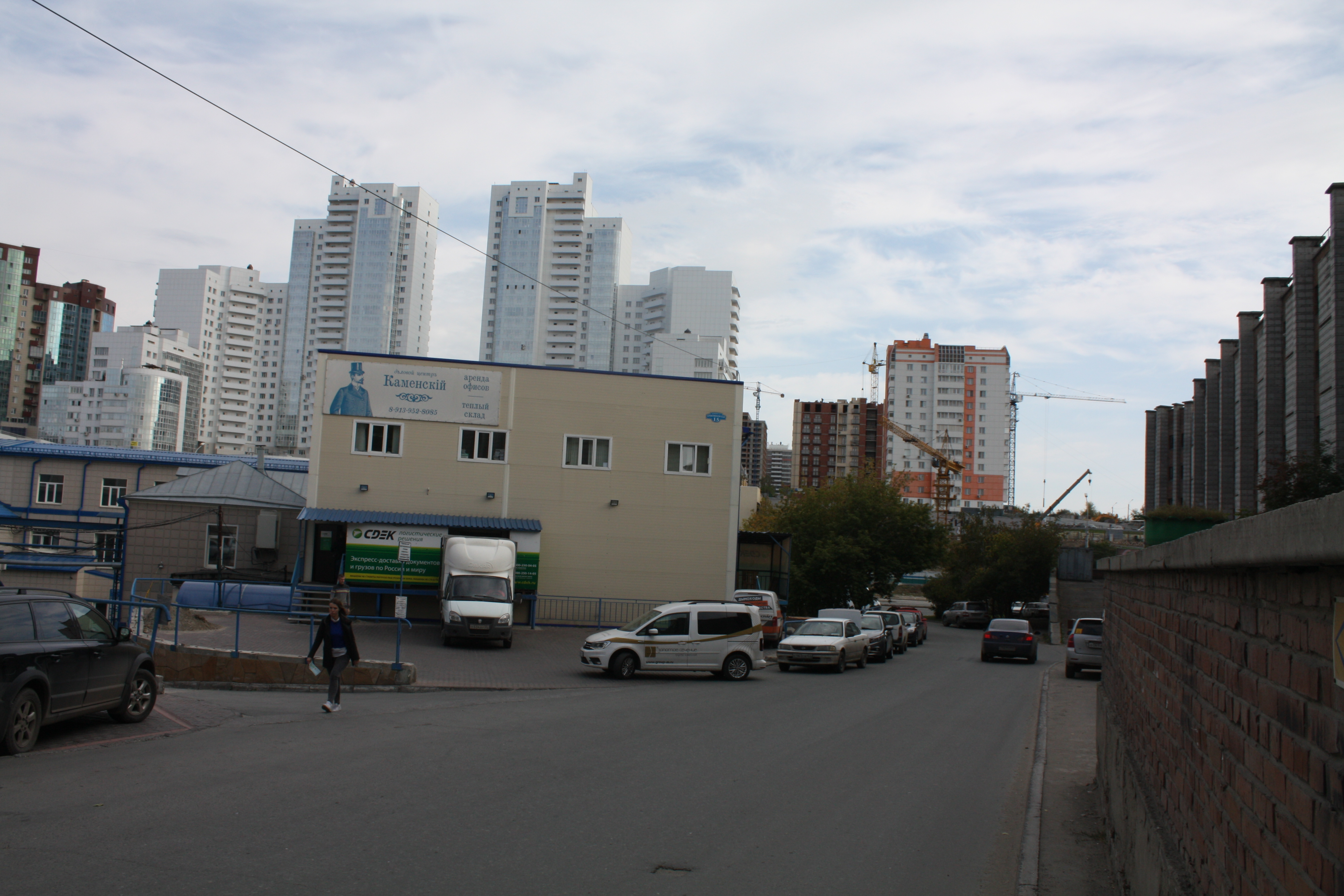
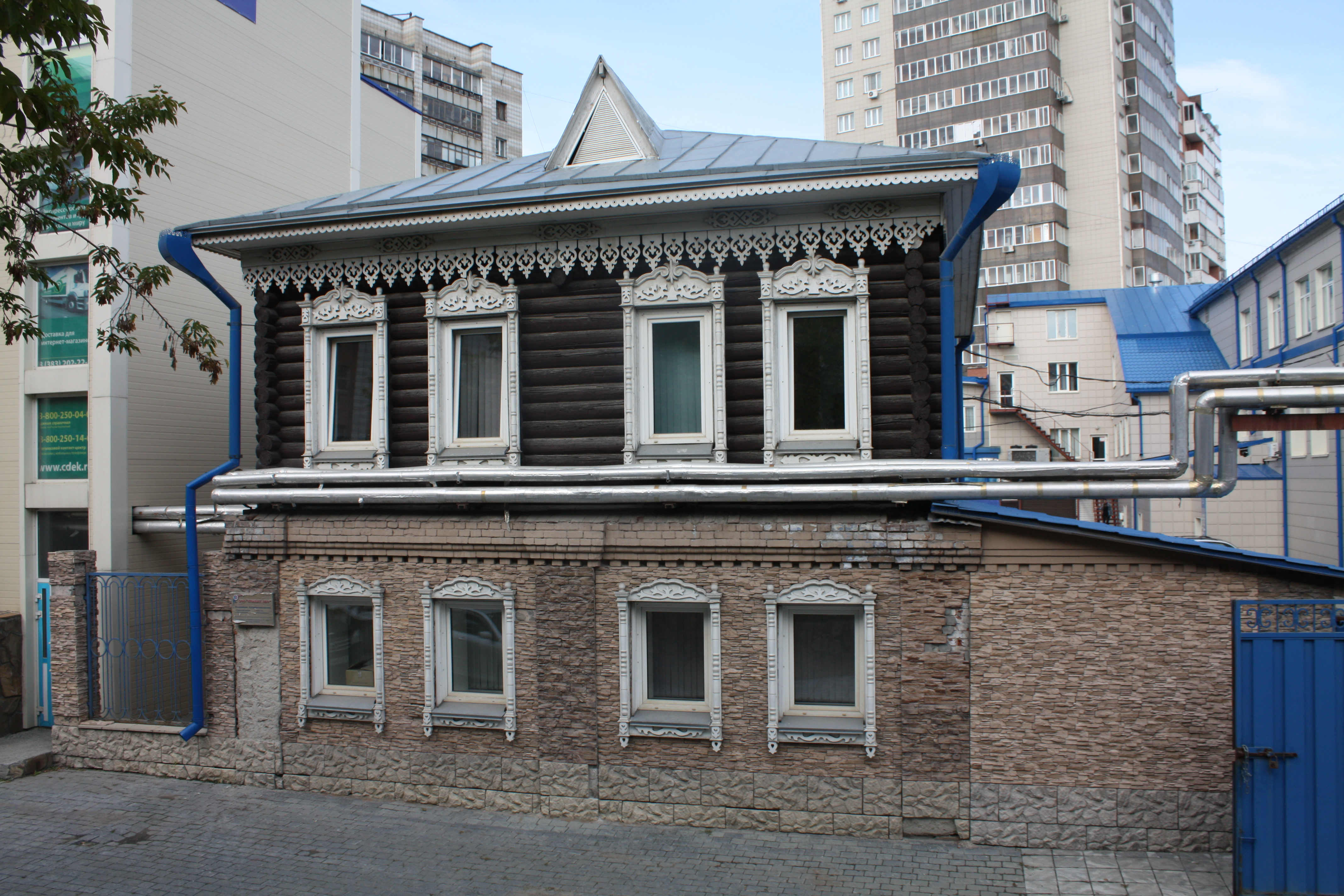
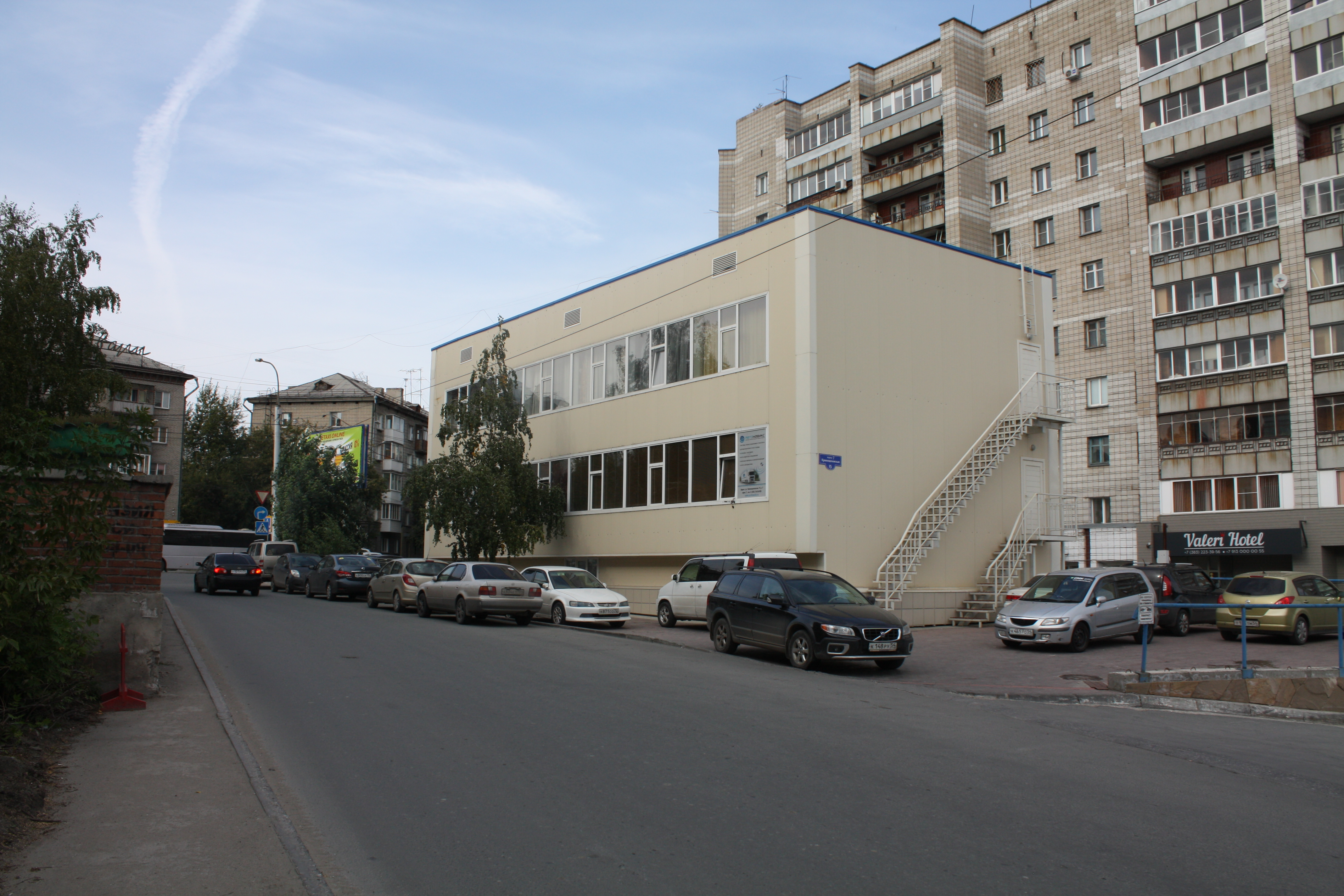